# Lelio Zeno
Lelio Olchese Zeno (Turín, 16 de marzo de 1890 - Rosario, 21 de octubre de 1968) fue un médico traumatólogo argentino.
Junto a su hermano Artemio Zeno y a los doctores Oscar Cames y Wenceslao Tejerina Fotheringham fueron de los «grandes maestros de la cirugía de Rosario con transcendencia en el ámbito nacional e internacional, ya que fueron los precursores de la cirugía cardiovascular».
Su trabajo tuvo trascendencia en la Unión Soviética. En idioma ruso su nombre es conocido como Лелио Зено [Lélio Zéno], según la transliteración al cirílico.

## Biografía
Hijo de humildes inmigrantes piamonteses, que emigraron desde Verona (Italia), hacia 1885 y se establecieron en San Fernando (unos 30 km al norte de la ciudad de Buenos Aires), donde se dedicaron al comercio de frutas y verduras. En 1915 se graduó, obteniendo el doctorado en la Facultad de Ciencias Médicas de Buenos Aires, con medalla de oro, defendiendo la tesis Tiroiditis leñosa. En 1916 se radicó en Rosario para desempeñar su profesión en varios sanatorios: la Asistencia Pública, el Hospital Rosario, el Hospital Italiano, el Hospital Británico y el Hospital de Caridad (actual Hospital Provincial).
Nunca negó sus convicciones partidarias y estaba afiliado al Partido Comunista, en el que militó desde joven. Conoció el Hospital de Accidentados de Boehler en Viena (Austria), especialmente su vinculación con las compañías de seguro que cubrían riesgos del trabajo.
En 1916, hace una primera visita, como joven médico, a Europa para mejorar sus conocimientos profesionales. Comenzó a trabajar en diferentes centros quirúrgicos en Londres. En 1918 se trasladó a Francia en el Departamento del profesor Delbet, como interno en los hospitales de París «Necker». Después de regresar a casa se convirtió en profesor de la Facultad quirúrgica Rosario y miembro activo de la Academia quirúrgica argentino. Intensamente involucrado en el trabajo científico. Posteriormente interesado en traumatología y cirugía, clínica quirúrgica básica visita los Estados Unidos y Alemania. Luego viene a Viena y se reunió con la experiencia de la posguerra y los logros en la clínica de traumatología del profesor Lorenz Böhler. Traduce el trabajo principal, al castellano, del trauma excepcional. Más tarde se trasladó a Bolonia y se convierte en la Escuela ortopédica de Vittorio Putti. Durante este período, publica un número de artículos científicos y se unió a la Sociedad de Cirugía Internacional, de la que en esta ocasión se asignó a la Sociedad Internacional de Traumatología y Ortopedia.
Fue profesor titular de patología y clínica quirúrgica de la Facultad de Medicina de la Universidad Nacional del Litoral (actual Universidad Nacional de Rosario), por concurso, y en adelante representó a la comunidad científica local en instituciones médicas especializadas y congresos internacionales. Fue encargado de la reglamentación de asilos, sanatorios y maternidades; y cofundador de la Revista Médica de Rosario, de la Escuela de Enfermeros, del Círculo Médico de Rosario y de la Sociedad de Cirugía, de la que además fue su primer presidente.
En 1924, participó con su hermano Artemio Zeno, y con el aún estudiante Oscar Cames, en la fundación del Sanatorio Británico de Rosario.
Fue autor de numerosas publicaciones profesionales, e introdujo innovaciones metodológicas que representaron un adelanto en el ámbito asistencial y docente y motivaron su designación como miembro de la Academia Nacional de Medicina (Argentina) en 1932.
Mecenas de varios artistas, como el escultor Erminio Blotta (autor de la mayoría de las estatuas de los parques de Rosario), al que le solía pagar las cuentas del almacén, y del pintor Antonio Berni a quien mandó a París a perfeccionarse como plástico.
También ayudó a muchos de sus discípulos, y a algunos hasta los hizo partícipes de su Instituto en el Sanatorio Británico.
En 1931, va a Rusia y se reunió con el jefe del Servicio de cirugía S.S. Yudinym, en ese momento se establecen servicios de trauma en Moscú. El cirujano ruso le ofrece al profesor Zeno dirigir la reestructuración de la atención traumatológica de emergencia en la capital, y así se forma la Escuela Lelio Zeno. Al parecer, Zeno, extranjero autosuficiente e independiente, que no conocía el idioma ruso, evocó la actitud hostil de las autoridades soviéticas. En marzo de 1932, como activo defensor de la perestroika soviética, el traumatólogo regresó a su casa. Sus impresiones sobre la organización de los servicios médicos del país, los describe en el libro Medicina en Rusia.
En el otoño de 1935, por segunda vez, va a la Unión Soviética, e incluso se une al Sindicato de trabajo de salud de la RSFSR. Esta vez su experiencia en la producción en Rusia ascendió a 1 año 6 meses. Crea un segundo centro en la base de la moderna Basman hospital de traumatología en Moscú, organizando y desarrollando el nuevo centro de trauma. Su experiencia en la cirugía reconstructiva, se resume en la monografía Cirugía plástica, publicado en 1936. Primera publicación en castellano sobre cirugía plástica. Fue uno de los iniciadores de la cirugía plástica en la Argentina.
Al principio de su carrera de un cirujano joven y enérgico en la ejecución de sus planes, sintió las actitudes conservadoras de las administraciones de los países avanzados de Europa. En primer lugar, Zeno consideró la salud pública es un terreno muy fértil para la organización de la atención traumatológica. En segundo lugar, la industrialización intensiva de la Unión Soviética contribuyó a una «epidemia traumática pacífica»; en esas condiciones era posible obtener una rica práctica. En tercer lugar, sostuvo puntos de vista políticos, cerca del socialismo, y creía en las buenas intenciones de los bolcheviques. La década de 1930 se caracterizaron por la presión de la propaganda contra los inmigrantes cualificados y los extranjeros. Pero con Zeno, el gobierno soviético creó condiciones favorables para su trabajo y la aplicación de planes creativos. El cirujano argentino llegó con la intención de combinar los centros ortopédicos existentes en Járkov, Moscú, Leningrado, Ekaterimburgo y sugerir el mejor plan para mejorar la atención del trauma en la industrialización intensiva, la promoción de nuevas técnicas, la capacitación de los ortopedistas jóvenes profesionales. No hay duda de que sentía la resistencia de la administración. Al viajar por todo el país, Zeno solía ir acompañado por el Coronel General del Servicio Médico E. I. Smirnov entre 1935 hasta 1936 y de 1937 a 1938 - Jefe del curso de la Academia Médica Militar entre 1936 a 1937. En 1940 conocería a Ramón Carrillo quien sería uno de sus discípulos. Editó columnas sobre medicina social en elmsemanaroo "Página de doctrina y teoría política"  semanario sería clausurado durante el régimen del dictador Pedro Eugenio Aramburu y más tarde durante el gobierno de Arturo Frondizi.
Falleció en Rosario el 21 de octubre de 1968, a la edad de 78 años; y sus restos fueron incinerados. Casado con Cristina Montserrat, tuvo dos hijos varones que emularon a su padre, siguiendo la carrera de medicina.

## Obra publicada
Autor de más de 100 artículos científicos en los círculos occidentales, Zeno fue conocido por su desarrollo de métodos para el tratamiento de las fracturas en la zona del codo en niños y modificación del método en el plástico hernia umbilical. Sus importantes monografías 
- Moscú y Roma: notas de un cirujano argentino,
- La socialización de la medicina,
- La nacionalización de la medicina,
- Medicina psicosomática, aún no han sido traducidas del ruso.

### Otras publicaciones
- La democracia de febrero de 1918, Buenos Aires, s/e., s/f. [SHB/CPA 2-8]
- La medicina en Rusia, Buenos Aires, Anaconda, 1933 [sin cubierta] [SHB/CPA 2-8]
- Nacionalización de la medicina, Buenos Aires, Cátedra Lisandro de la Torre, 1957. [SHB/CPA 2-8]